# 신잡 초상
신잡 초상(申磼 肖像)은 충청북도 진천군에 있는, 조선 중기의 문신인 신잡 선생의 초상이다. 1977년 12월 6일 충청북도의 유형문화재 제45호로 지정되었다.

## 개요
조선 중기의 문신인 신잡 선생의 초상이다.
신잡(1541∼1609) 선생은 이조참판, 형조참판을 지낸 이로, 임진왜란 때 선조임금을 의주까지 호위한 공을 인정받아 호성공신에 봉해지기도 했다.
비단 위에 그려 놓은 그림은 가로 90cm, 세로 167cm의 크기이다. 의자에 앉아 있는 전신상으로, 시선은 오른쪽을 바라보며, 두 손은 소매 안에서 마주잡고 있다. 사모를 쓰고, 중요의식 때 입었던 관복을 입고 있으며, 가슴에는 두 마리의 학이 그려진 흉배가 표현되어 있다.
선생이 57세 되던 선조 40년(1607) 때의 모습을 김이섭이 그린 것으로, 조선 중기의 화풍을 잘 보여주고 있다.

## 같이 보기
- 신잡

## 참고 자료
- 신잡 초상 - 국가유산청 국가유산포털